# Hi-Posi
Hi-Posi (ハイポジ?), apócope de High Positive (ハイポジです?), es el nombre de una banda de música pop de Japón, dentro del llamado Shibuya-kei, cuyo álbum debut (天下のハイポジ) fue lanzado en 1991. Desde 2000 sú único integrante es su líder y fundadora Miho Moribayashi, quien en 2006 también editó un miniálbum en la banda Mihomihomakoto.

## Discografía

### Álbumes de estudio
- 身体と歌だけの関係 (Kitty, 1995)
- かなしいことなんかじゃない (Kitty, 1996)
- House (Kitty, 1997)
- Gluon (Columbia, 1998)
- 4 N 5 (Columbia, 1999)
- 性善説 (Columbia, 2000)

### EP
- 写真にチュ～ (Toshiba-EMI, 1991)
- Com'on Summer (Toshiba-EMI, 1991)
- カバのオツム (Biosphere, 1994)
- 身体と歌だけの関係 (Biosphere, 1994)